# Hedera helix subsp. helix
Hedera helix subsp. helix é uma subespécie de planta com flor pertencente à família Araliaceae. 
A autoridade científica da subespécie é L., tendo sido publicada em Sp. Pl. 202 (1753).
Os seus nomes comuns são hera, hera-comum, hera-da-argélia, hera-das-canárias, hera-dos-muros ou hera-matizada.

## Portugal
Trata-se de uma subespécie presente no território português, nomeadamente em Portugal Continental.
Trata-se de um táxon de presença duvidosa no território atrás referido.

## Protecção
Não se encontra protegida por legislação portuguesa ou da Comunidade Europeia.